# Клемпич (Великопольське воєводство)
Клемпич (пол. Klempicz) — село в Польщі, у гміні Любаш Чарнковсько-Тшцянецького повіту Великопольського воєводства.
Населення — 107 осіб (2011).
У 1975-1998 роках село належало до Пільського воєводства.

## Демографія
Демографічна структура станом на 31 березня 2011 року:
|          | Загалом | Допрацездатний вік | Працездатний вік | Постпрацездатний вік |
| -------- | ------- | ------------------ | ---------------- | -------------------- |
| Чоловіки | 55      | 16                 | 36               | 3                    |
| Жінки    | 52      | 9                  | 34               | 9                    |
| Разом    | 107     | 25                 | 70               | 12                   |